# Вимберг, Эрик
Эрик Андрес Вимберг Игуэра (исп. Erick Andrés Wiemberg Higuera; род. 20 июня 1994, Вальдивия) — чилийский футболист, защитник клуба «Унион Ла-Калера» и сборной Чили.

## Клубная карьера
Вимберг — воспитанник клуба «Депортес Вальдивия». 24 февраля 2013 года в матче против «Депортес Линарес» он дебютировал в чилийской Сегунде. В 2016 году Вимберг помог команде выйти в более высокий дивизион. 13 января в матче против «Рейнджерс» Эрик дебютировал в чилийской Примере B. В начале 2019 года Вимберг был арендован «Унион Ла-Калера». 23 февраля в матче против «Эвертона» он дебютировал в чилийской Примере. По окончании аренды Эрик вернулся в «Депортес Вальдивия». Летом 2020 года Вимберг на правах свободного агента подписал контракт с «Унионс Ла-Калера». 25 сентября 2021 года в поединке против «О’Хиггинс» забил свой первый гол за клуб. 

## Международная карьера
27 марта 2021 года в товарищеском матче против сборной Боливии Вимберг дебютировал за сборную Чили. 